# 聖芭芭拉 (波托西省)
聖芭芭拉是玻利維亞的城鎮，位於該國東南部，由波托西省負責管轄，距離首府波托西334公里，海拔高度4,774米，每年平均降雨量220毫米，2012年人口2,676。
20°55′24″S 66°02′58″W / 20.9233°S 66.0494°W